# Tarenna rwandensis
Tarenna rwandensis är en måreväxtart som beskrevs av Diane Mary Bridson. Tarenna rwandensis ingår i släktet Tarenna och familjen måreväxter. Inga underarter finns listade i Catalogue of Life.